# Villa Le Selve
Die Villa Le Selve wurde im 14. Jahrhundert in der hügeligen Gegend oberhalb von Porto di Mezzo, dem damaligen Hafen von Florenz, in der Gemeinde Lastra a Signa errichtet.

## Geschichte und Beschreibung
Die ersten Nachrichten über eine Erweiterung des ursprünglichen Grundrisses durch die Familie Bonsi stammen aus dem 15. Jh. und im 16. Jh. ging die Villa nach der Heirat von Giovanni Bonsi delle Ruote mit Alessandra Strozzi, der Schwester von Filippo Strozzi dem Älteren, in den Besitz der Familie Strozzi über. Diese beauftragte Baccio d’Agnolo mit dem Ausbau der Villa, der ihr das heutige imposante Aussehen mit den inneren Loggien und den imposanten Fassaden mit den charakteristischen Tympanonfenstern verlieh. Filippo Strozzi der Jüngere und seine Frau Clarice de’ Medici hielten sich während ihrer Florentiner Zeit häufig hier auf und kümmerten sich um die Erziehung ihrer Nichte Caterina de’ Medici, der späteren Königin von Frankreich. Nach der Niederlage der Medici-Gegner wurde sie von Chiappino Vitelli, einem Condottiere und Ritter im Dienste von Cosimo I. de’ Medici, erworben und später an die Familie Salviati verkauft, die Bartolomeo Ammannati mit der Restaurierung der Ostfassade beauftragte. Diese ist reichhaltiger als die anderen und zeichnet sich durch Halbsäulen mit ionischen Kapitellen, Löwenköpfen und einem Venezianischen Fenster aus.

### Aufenthalt von Galileo Galilei
Zwischen 1610 und 1614 war Galilei Gast von Filippo Salviati, seinem Freund und Lehrer am Lyzeum, dem er seine Briefe über die Sonnenflecken im Dialog über die zwei wichtigsten Weltsysteme widmete, von denen er den ersten und den dritten 1612 in seiner Villa schrieb. Vincenzo Viviani beschrieb im Racconto istorico della vita di Galileo (über das öffentliche und private Leben des Meisters) seine „gewissenhaften Beobachtungen der Sonnenflecken“, die er in der Villa machte, und der Überlieferung nach entdeckte Galilei hier die Galileische Monde des Jupiters. Während seines Aufenthalts in der Villa führte Galilei viele weitere wissenschaftliche Aktivitäten durch und zelebrierte dort schließlich das Gedenken an den 1614 verstorbenen Salviati.